# Sant Nazari de Barbadell

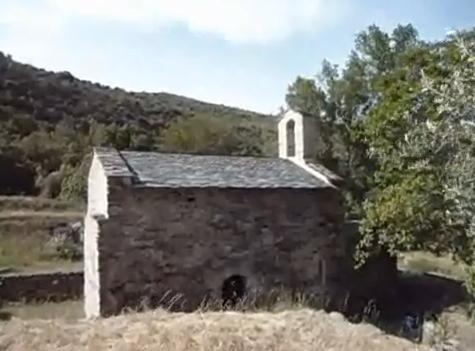
Vista lateral, façana meridional

Sant Nazari de Barbadell (Saint Nazaire, en francès) és una església de la comuna rossellonesa de Bulaternera, a uns 3 quilòmetres de la població i a la riba del Bulès. És tot el que resta de l'antic llogaret de Barbadell, una antiga possessió del priorat de Serrabona.

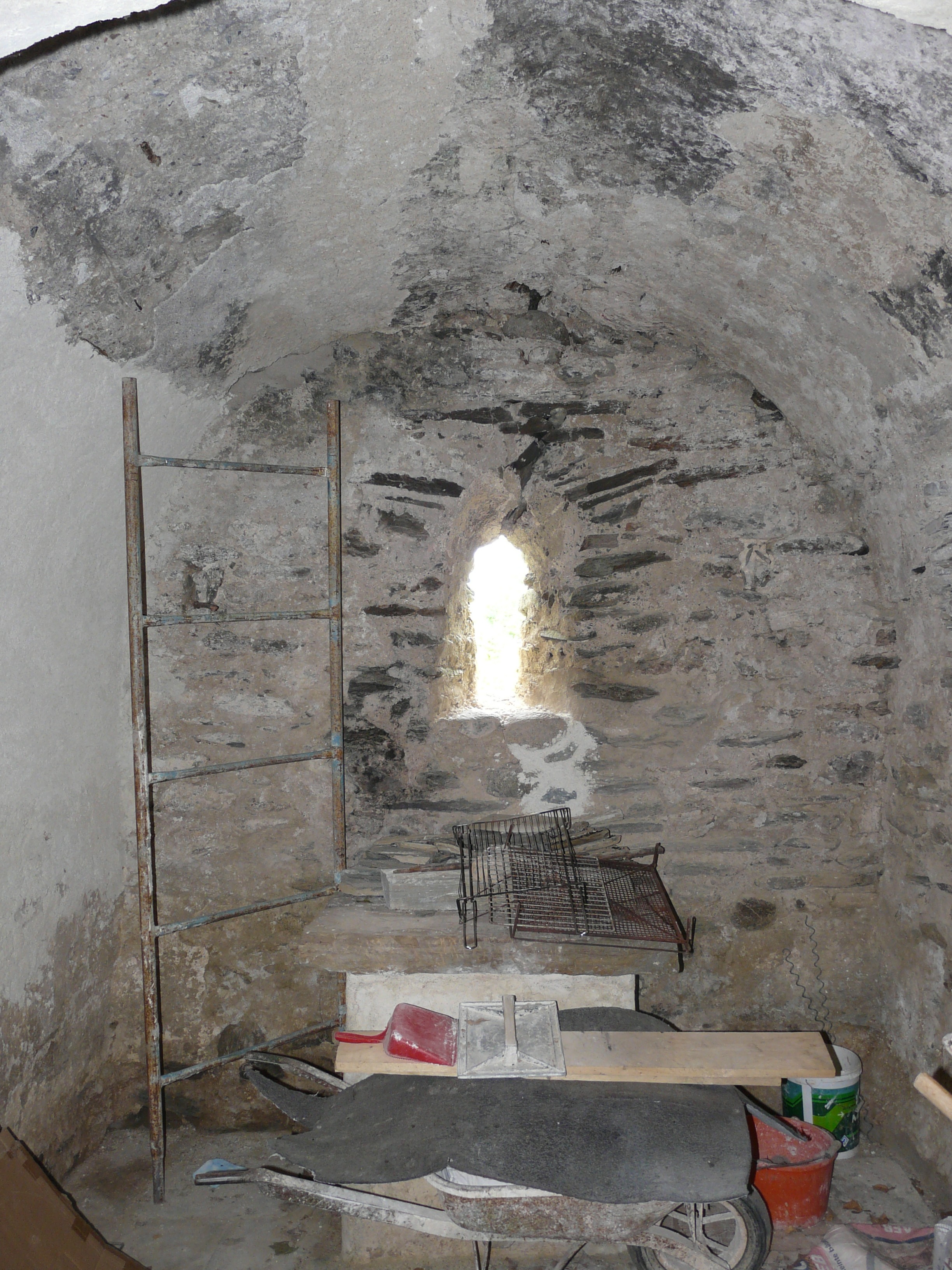
Absis de Sant Nazari de Barbadell

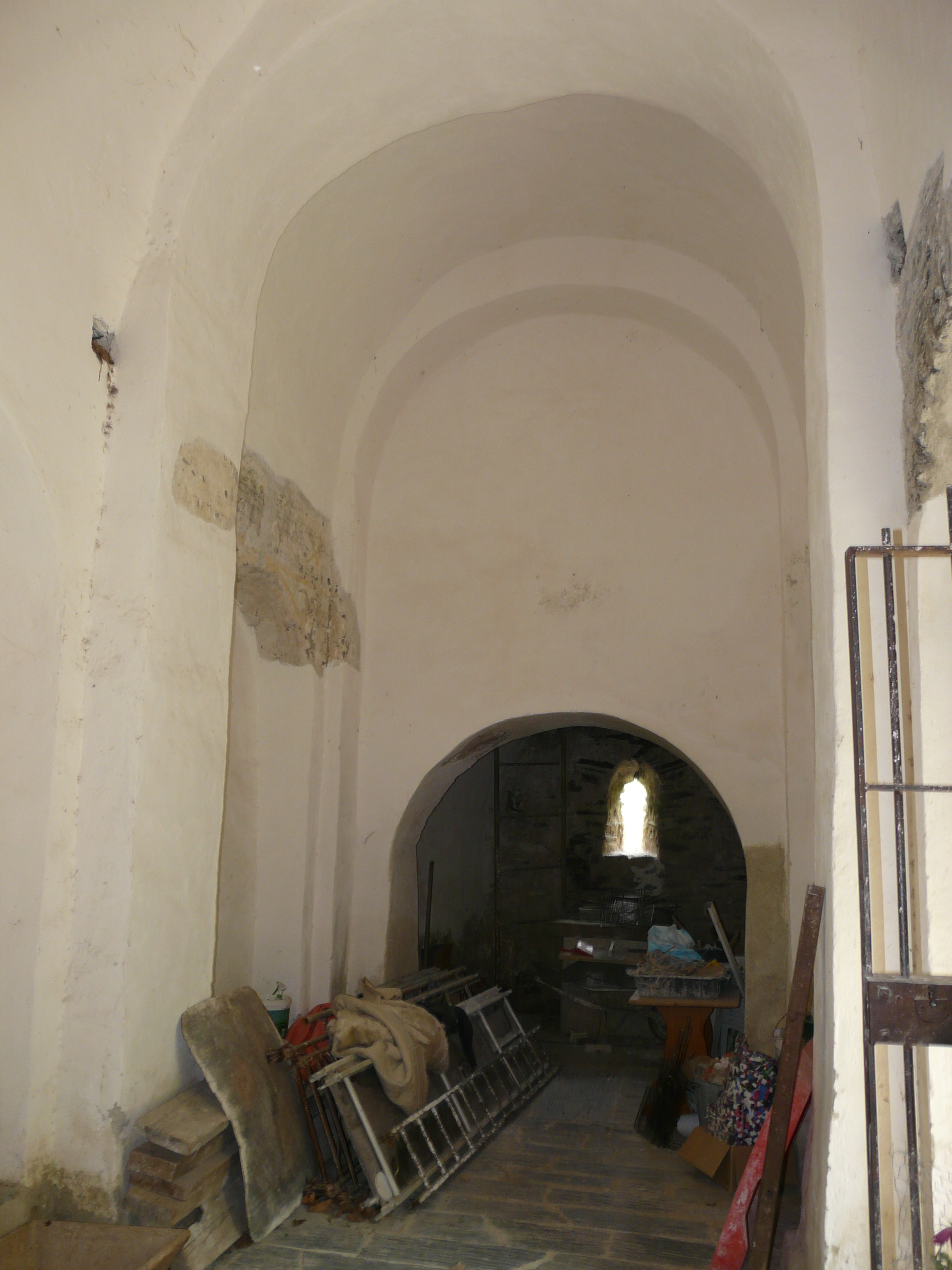
Nau i absis de l'església

És a l'esquerra del Bulès, en els primers contraforts que es troben en deixar la plana, anant del poble de Terranera cap al Priorat de Serrabona.
En la seva arquitectura, s'hi aprecien elements romànics i preromànics, així com influències visigòtiques, visible en l'arc triomfal en forma de ferradura. El sostre de la nau única, originalment en fusta, va ser elevat al segle xi amb una volta de pedra en forma d'arc de mig punt. Té campanar d'espadanya i l'absis és quadrat, amb cobertura de volta.
La constitució el 1997 de l'associació Els amics de Sant Nazari de Barbadell fou el punt de partida de la restauració de l'església. Els treballs es desenvoluparen gràcies a l'esforç personal dels associats, que netejaren el lloc (les crescudes del Bulès havien aportat grans quantitats de llim) i n'eliminaren moltes addicions constructives posteriors que havien desfigurat del tot l'església.